# 시각 효과 협회
시각 효과 협회(Visual Effects Society, VES)는 영화, 텔레비전, 광고, 뮤직비디오, 비디오 게임 등의 엔터테인먼트 산업의 아티스트, 애니메이터, 기술자, 모형 제작자, 교육자, 스튜디오 리더, 감독, PR / 마케팅 전문가, 프로듀서를 포함한 시각 효과 전문가가 소속된 조직이다. 26개국 2,300 여명의 회원으로 구성되어 있다. 2002년 이후, 영화, TV, 광고, 뮤직 비디오, 비디오 게임을 대상으로 한 시각 효과 협회상 (VES Awards)을 실시하고 있다.